# الكمنجاتي
الكمنجاتي هي جمعية غير ربحية تنطلق رؤيتها من نشر الثقافة الموسيقية في المجتمع الفلسطيني أينما وجد لبناء إنسان متمكن ومبدع ومدرك لهويتة الوطنية الفلسطينية، يساهم في تطوير مجتمع متماسك يحترم حرية التعبير والتعددية والتسامح والمساواة والتعاون.
تركز الجمعية على الأطفال في القرى ومخيمات اللاجئين في الضفة الغربية وقطاع غزة وجنوب لبنان. وتهدف لجعل الأطفال يكتشفون التراث الثقافي بشكل عام ويطورون مهارتهم الإبداعية، للنهوض بجيل مبدع ومثقف بعيداً عن ثقافة العنف السائدة في البلاد. 

## تأسيسها
أسست جمعية الكمنجاتي بمبادرة الموسيقي رمزي أبو رضوان، عازف الفيولا والبزق والمعروف عالمياً. عاش رمزي وترعرع في مخيم الأمعري في رام الله، بعد أن هُجرت عائلته واضطرت للجوء للمخيم عام 1948. كالعديد من أبناء جيله من أطفال فلسطين، شهدت طفولته وواكبت أعمال العنف من قبل الإحتلال وعاش تجربة الإنتفاضة الأولى (1987-1992) (صورة رمزي في الانتفاضة الاولى).
أسس رمزي جمعية الكمنجاتي عام 2002 بهدف إتاحة تعليم الموسيقى للأطفال الفلسطينيين، وتعزيز وعيهم وتقديرهم لثقافتهم وهويتهم الفلسطينية. بعد تأسيس الجمعية بدء رمزي وزملاءه في فرنسا، بتنظيم أنشطة ثقافية بهدف اجتذاب الدعم، وجمع الآلات الموسيقية والمواد التعليمية، كما عملوا على رفع الوعي العام بضرورة دعم إيجاد مدارس لتعليم الموسيقى للأطفال الفلسطينيين. و لازال عمل الكمنجاتي مستمر في فرنسا من حيث تنظيم العروض، ("موسيقيون من أجل فلسطين" في شابادا-أونجيه)، والمشاركة في المهرجانات، والمحاضرات، كما تعمل إدارة جمعية الكمنجاتي في فرنسا على اجتذاب الدعم من مؤسسات في أوروبا ومانحين من دول العالم، والتنسيق لمعلمين الموسيقى من الخارج للتدريس في الكمنجاتي في فلسطين لعام أو أكثر، إضافة إلى التنسيق والدعم لطلاب الكمنجاتي المتقدمين في مجال استكمال دراستهم الجامعية في مجال الموسيقى أو صناعة وصيانة الآلات الموسيقية عبر إرسال المختصين والفنيين إلى فلسطين بهدف صيانة الآلات ونقل خبراتهم للأطفال الفلسطينيين. كما تم تأسيس شبكة الكمنجاتي في ايطاليا على يد نيكولا بيرغيني وماركو دينوي، حيث تشمل الشبكة اعضاء من اوركسترا موزارت في بولونيا تحت قيادة كلاديو عبادو باشي كريستي وبلدية سيينا واقليم بوليا ومدينة باري، ومنذ ذلك الحين قامت شراكة الكمنجاتي مع ايطاليا على إرسال العديد من الآلات الموسيقية وإرسال مدرسين وصانعي الآلات الوترية الموسيقية الى فلسطين واستضافة موسيقيين فلسطينيين في ايطاليا.
وكان من النتائج الملحوظة لهذا التعاون "عرض الكمنجاتي" الذي تم تقديمه في "باركا دي لا موزيكا في روما" هذه الأوبرا من إخراج جيدو باربيري واوسكار بيستو ومن إنتاج مؤسسة موسيقى في روما ومهرجان التيما في اوسلو – النرويج. استطاعت الكمنجاتي حتى الآن بناء شبكة عالمية للتعاون والدعم الذي يشمل العديد من التبادلات الفنية والتعليمية مع المؤسسات البارزة في االموسيقى و مع الفنانين مستقلين.

## رؤية الكمنجاتي
نشر الثقافة الموسيقية في المجتمع الفلسطيني أينما وجد لبناء إنسان متمكن ومبدع ومدرك لهويتة الوطنية الفلسطينية، يساهم في تطوير مجتمع متماسك يحترم حرية التعبير والتعددية والتسامح والمساواة والتعاون.
وفي عام 2006 تم تكريم المنظمة بجائزة الأمير كلوز من هولندا.

## المهمة
الكمنجاتي موجود لتعليم الموسيقى للأطفال الفلسطينيين، وخاصة في المناطق المهمشة، ولجعل الموسيقى في متناول المجتمع الفلسطيني بأكمله وتعزيز تقديره للثقافة والهوية الفلسطينية والعربية وللتعرف على الثقافات الدولية.

## القيم
الكمنجاتي يقوم على مجموعة واسعة من القيم من أهمها مهارة، والإخلاص، وحب العمل. كما لديه مبدأ قوي في عمله ورسالته. ثقافة العطاء والقرب من المجتمع: فالكمنجاتي لا يسعى لإحتكار هذا المجالل، بل يعمل على تقديم خدماته بدون توقف، والربط مع المؤسسات الاخرى للوصول الى المجتمع.. نموذج لنشر الموسيقى عبر كل شرائح المجتمع: ويأتي هذا الهدف ليؤكد على ضرورة العمل للمجتمع ومع المجتمع. حماية التراث الموسيقي الفلسطيني: هذا يرجع خاصة إلى ظروف الاحتلال والأضرار التي لحقت هذا التراث. إعطاء الفرصة للتعرف على فلسطين:  الكمنجاتي يشارك في الجولات الموسيقية الدولية والعروض لتقديم الموسيقى والموسيقيين الفلسطينيين إلى بلدان أخرى.